# Iżmorskij
Iżmorskij (ros. Ижморский) – osiedle typu miejskiego w Rosji, w obwodzie kemerowskim, ośrodek administracyjny rejonu iżmorskiego. W 2010 liczyło 5615 mieszkańców.